# السيوف العجيبة
السيوف العجيبة (بالإنجليزية: Mighty Magiswords)‏ هو مسلسل تلفزيوني رسوم متحركة أمريكي تم إنشاؤه بواسطة كايل كاروزا خصيصًا لكرتون نتورك فيديو كأول سلسلة أصلية على الإنترنت للشبكة.

## وصلات خارجية
- السيوف العجيبة على موقع IMDb (الإنجليزية)
- السيوف العجيبة على موقع كينوبويسك (الروسية)
- السيوف العجيبة على موقع قاعدة بيانات الفيلم (الإنجليزية)